# Municipio de Washington (condado de Montgomery, Iowa)
El municipio de Washington (en inglés: Washington Township) es un municipio ubicado en el condado de Montgomery en el estado estadounidense de Iowa. En el año 2010 tenía una población de 177 habitantes y una densidad poblacional de 1,94 personas por km².

## Geografía
El municipio de Washington se encuentra ubicado en las coordenadas 41°1′53″N 94°58′36″O / 41.03139, -94.97667. Según la Oficina del Censo de los Estados Unidos, el municipio tiene una superficie total de 91.13 km², de la cual 91,08 km² corresponden a tierra firme y (0,05 %) 0,05 km² es agua.

## Demografía
Según el censo de 2010, había 177 personas residiendo en el municipio de Washington. La densidad de población era de 1,94 hab./km². De los 177 habitantes, el municipio de Washington estaba compuesto por el 99,44 % blancos y el 0,56 % eran de una mezcla de razas. Del total de la población el 0 % eran hispanos o latinos de cualquier raza.